# 岐阜県道261号脛永万石線
岐阜県道261号脛永万石線（ぎふけんどう261ごう はぎながまんごくせん）とは、岐阜県揖斐郡揖斐川町脛永から同県大垣市万石町に至る一般県道である。

## 概要
概ね揖斐川右岸堤防上の県道である。

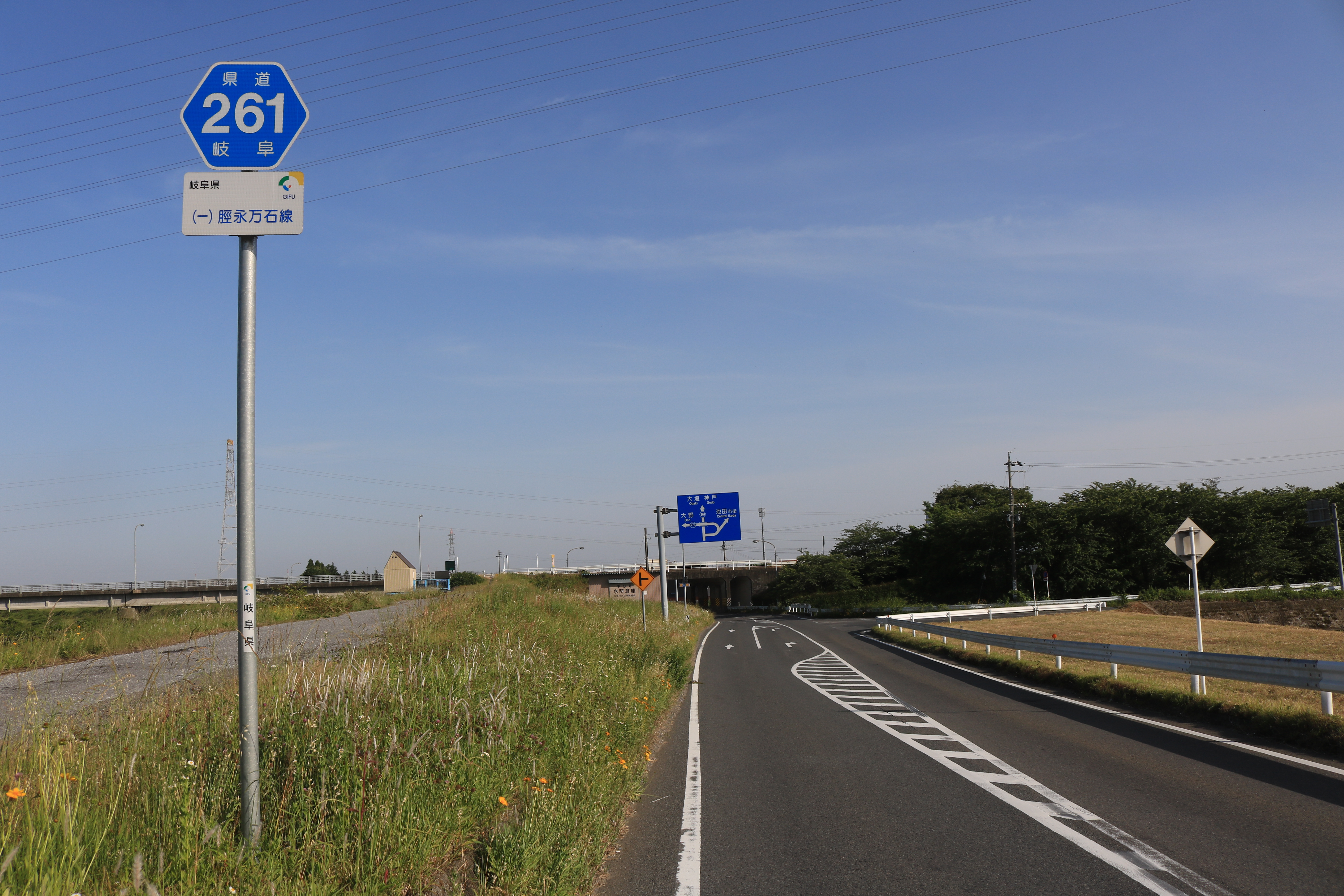
揖斐川の右岸を通る岐阜県道261号脛永万石線と岐阜県道273号池田揖斐川大野線の三町大橋西側の立体交差点、揖斐郡揖斐川町脛永にて

岐阜県揖斐郡揖斐川町脛永の脛永橋南交差点（国道417号交点）が起点。粕川右岸に沿って進み、その後粕川と合流した揖斐川の右岸堤防上を進む。三町大橋付近から、揖斐郡池田町に入る。さらに2kmほど進んで、安八郡神戸町に入る。鷺田橋付近で瑞穂市に入る。平野井川を渡って大垣市に入る。樽見鉄道、JR東海道本線、国道21号をアンダーパスし、岐阜県大垣市万石町の揖斐大橋西交差点（岐阜県道31号岐阜垂井線交点）が終点。

### 路線データ
岐阜県法規集に基づく起終点および経過地は次のとおり
- 起点：揖斐郡揖斐川町脛永（脛永橋南交差点＝国道417号交点）
- 終点：大垣市万石町（揖斐大橋西交差点＝岐阜県道31号岐阜垂井線交点、岐阜県道232号今尾大垣線終点）
- 重要な経過地：なし
- 路線延長：15.525 km[要出典]

## 地理
全線にわたり、揖斐川に沿って進む。

### 通過する自治体
- 岐阜県
揖斐郡揖斐川町 - 揖斐郡池田町 - 安八郡神戸町 - 瑞穂市 - 大垣市

### 交差する道路
揖斐郡揖斐川町

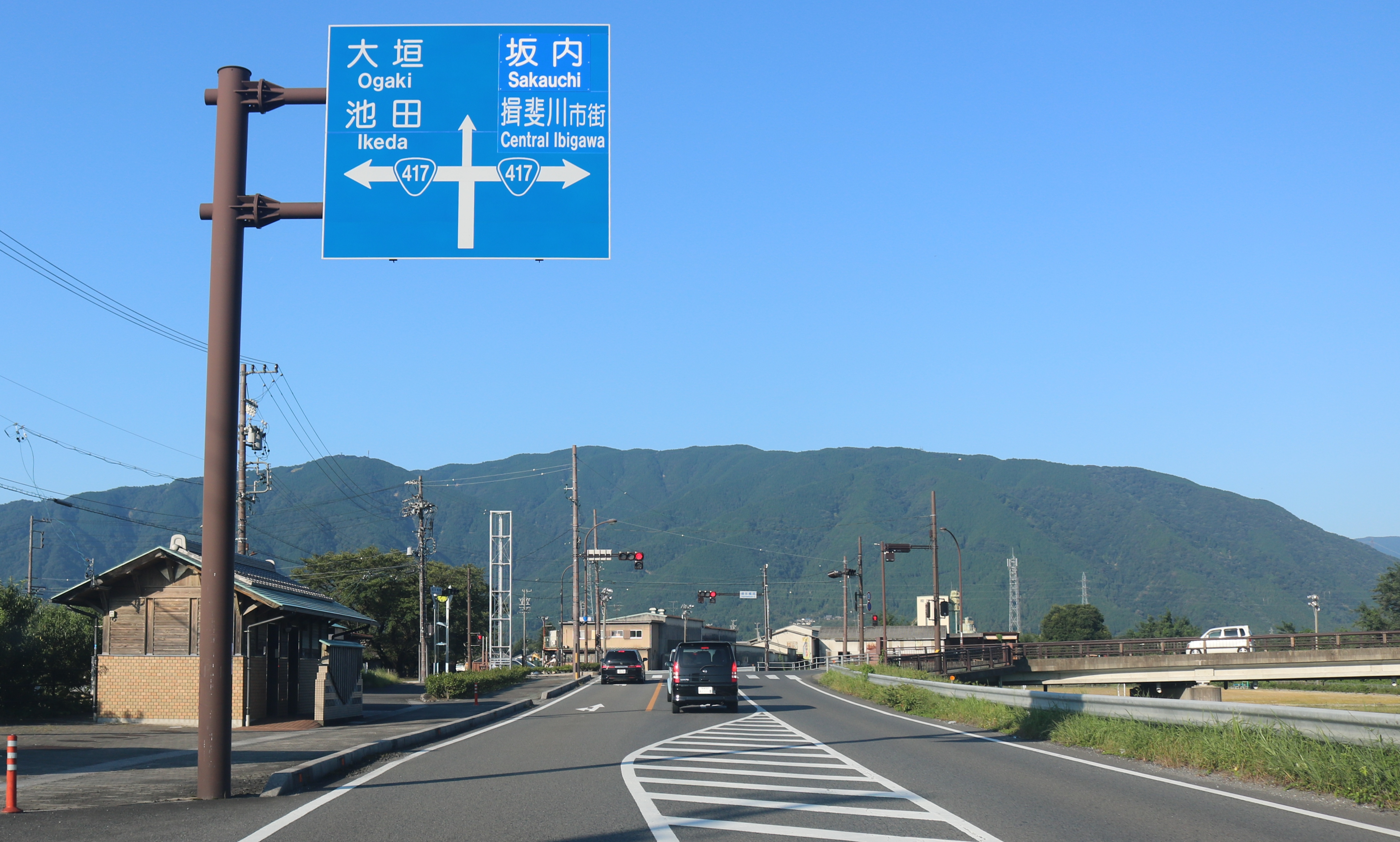
起点となる国道417号との「脛永橋南」交差点、揖斐郡揖斐川町下岡島にて

- 国道417号：揖斐川町脛永　「脛永橋南」交差点（起点）
- 岐阜県道273号池田揖斐川大野線：揖斐川町脛永（揖斐郡池田町まで重複）

揖斐郡池田町
- 岐阜県道273号池田揖斐川大野線：池田町杉野
- 岐阜県道272号池田神戸線：池田町杉野

安八郡神戸町
- 岐阜県道53号岐阜関ケ原線：神戸町大字丈六道　「平野庄橋西」交差点
- 岐阜県道212号大垣大野線：神戸町大字新屋敷（立体交差、町道を通じて接続）

瑞穂市
- 岐阜県道156号曽井中島美江寺大垣線：瑞穂市呂久　「呂久町上」交差点（立体交差、市道を通じて接続）

大垣市
- 国道21号岐大バイパス：大垣市和合新町（立体交差）
- 岐阜県道31号岐阜垂井線：大垣市万石町　揖斐大橋西交差点（終点）

### 沿線

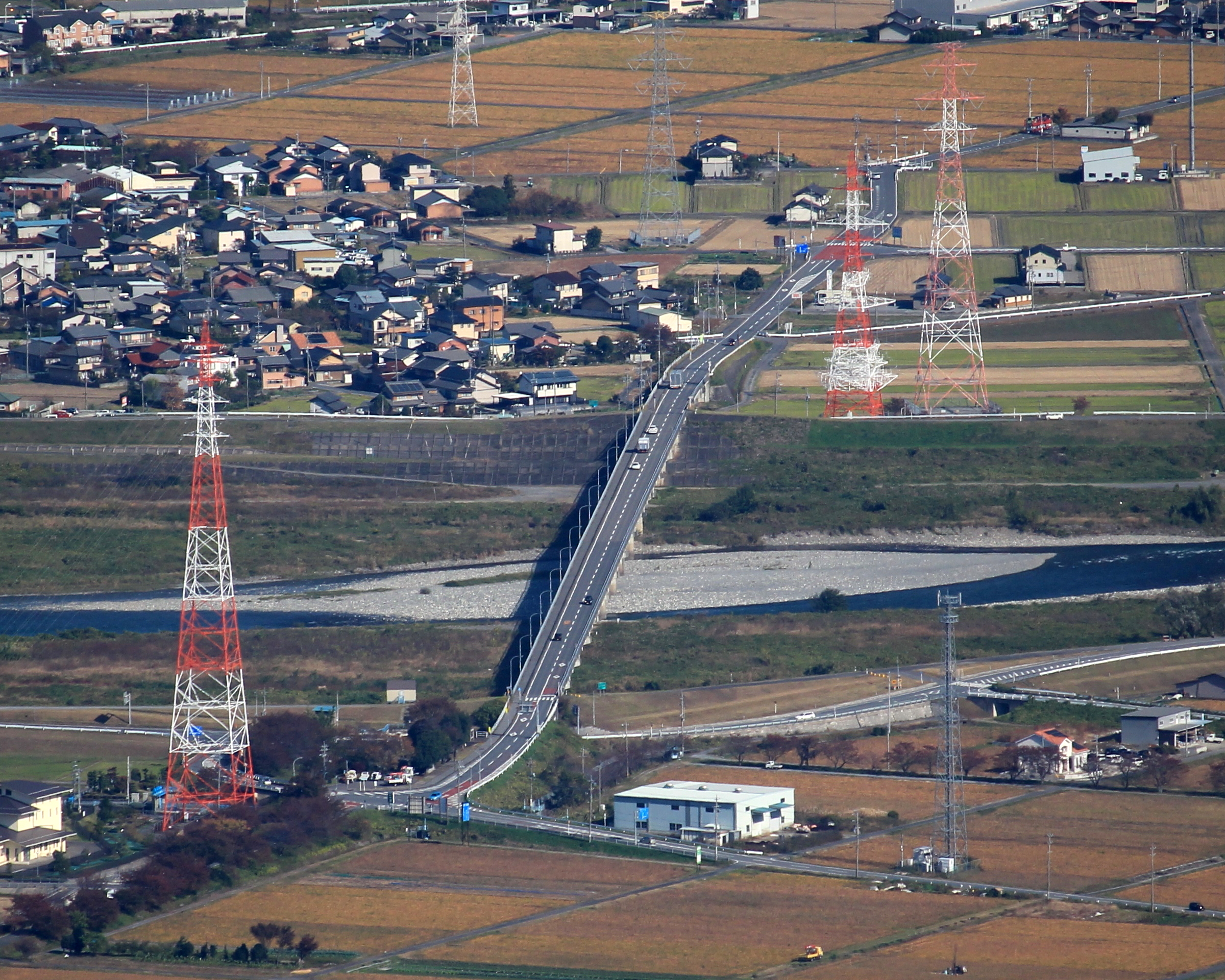
揖斐川に架かる岐阜県道273号池田揖斐川大野線の三町大橋右岸で立体交差しアンダーパスとなる

- 揖斐駅（養老鉄道養老線）
- 三町大橋
- 平野庄橋
- 神戸大橋
- 鷺田橋
- 小簾紅園
- 揖斐川橋
- 新揖斐川橋
- 揖斐大橋